# ۶۱۸ (میلادی)
۶۱۸ (میلادی) ششصد  و هجدهمین سال تقویم میلادی است.

## رویدادها
- حمله مغول به نیشابور

## درگذشتگان
‎